# Тамбовское суворовское военное училище
Тамбо́вское суво́ровское вое́нное учи́лище (ТбСВУ) — военное образовательное учреждение, располагавшееся в городе Тамбов с 1944 года по 1960 год.

## История
Училище было создано на основании постановления ГКО от 4 июля 1944 года и директивы ГШ РККА от 10 июня 1944 года.
Располагалось в здании бывшей духовной семинарии, построенном в конце XVIII века на берегу реки Цны. В этом здании до 1944 года в размещались Пехотная школа комсостава РККА, рабфак, учительский институт, с началом Великой Отечественной войны — военный госпиталь, с осени 1944 года — Тамбовское СВУ.

Вчера начался учебный год в Тамбовском Суворовском военном училище. В 7.30 утра воспитанники, офицеры и преподаватели выстроились в зале. Начальник училища гвардии генерал-майор Куценко обратился к ним с краткой речью. Воспитанники с большим подъёмом исполнили Гимн Советского Союза. …— Суворовцы // Тамбовская правда (газета). — 1944, 3 октября.
В конце 1950-х годов суворовские военные и нахимовские военно-морские училища стали сокращаться. Летом 1960 года Тамбовское СВУ произвело свой последний, 11-й выпуск. Вторая рота выпускалась в 1961 году в Свердловске, третья рота — через год в Минске. В 1964 году воспитанники пятой роты завершили учёбу в городе Орджоникидзе, в Кавказском Краснознамённом суворовском военном училище. Суворовцы четвёртой роты, состоявшие из двух возрастов, выпускались в Ленинграде: те, кто поступал в Тамбовское СВУ в 1956 году — в 1963 году; начавшие учёбу в Тамбовском СВУ в 1959 году окончили Ленинградское СВУ в 1965 году.
Знак выпускника Тамбовского СВУ отличается от общепринятых знаков об окончании СВУ. История выпуска таких знаков неизвестна, но знак подобного формата был выпущен и в Саратовском СВУ.

## Деятельность
Первым начальником Тамбовского СВУ был назначен генерал-майор А. А. Куценко.
18 воспитанников училища стали генералами. Многие выпускники Тамбовского СВУ проявили себя на научном поприще.
Работает Совет ветеранов Тамбовского СВУ. Ранее — раз в пять лет (в юбилейные для училища годы), а с 1999 года — ежегодно проводятся встречи ветеранов училища в Тамбове.

### Руководители училища

Капитохин А. Г. с воспитанником Тамбовского суворовского училища — Мемориальная доска

- 10.06.1944-12.12.1945 — генерал-майор А. А. Куценко.
- 12.12.1945-21.07.1950 — генерал-лейтенант А. Г. Капитохин,
- 22.07.1950-12.02.1955 — полковник И. И. Моргун,
- 12.02.1955-28.03.1956 — генерал-майор Г. И. Шолев,
- 08.05.1956-10.09.1960 — генерал-майор Т. Д. Дудоров.

### Выпускники училища
Некоторые выпускники училища:
- Бредун, Эдуард Александрович — киноактёр.
- Елизаров, Николай Михайлович — дипломат.
- Ивашкин, Владимир Трофимович (1958) — генерал-майор медицинской службы, академик РАМН, главный гастроэнтеролог РФ.
- Кочетов, Константин Алексеевич — генерал армии, 1-й заместитель Министра обороны СССР.
- Маргелов, Геннадий Васильевич — генерал-майор, начальник Военного института физической культуры в Ленинграде.
- Челомбеев, Иван Васильевич (1950) — генерал-лейтенант, 1-й заместитель командующего войсками УрВО